# Agalinis skinneriana
Agalinis skinneriana là loài thực vật có hoa thuộc họ Cỏ chổi. Loài này được (Alph. Wood) Britton mô tả khoa học đầu tiên năm 1913.

## Hình ảnh

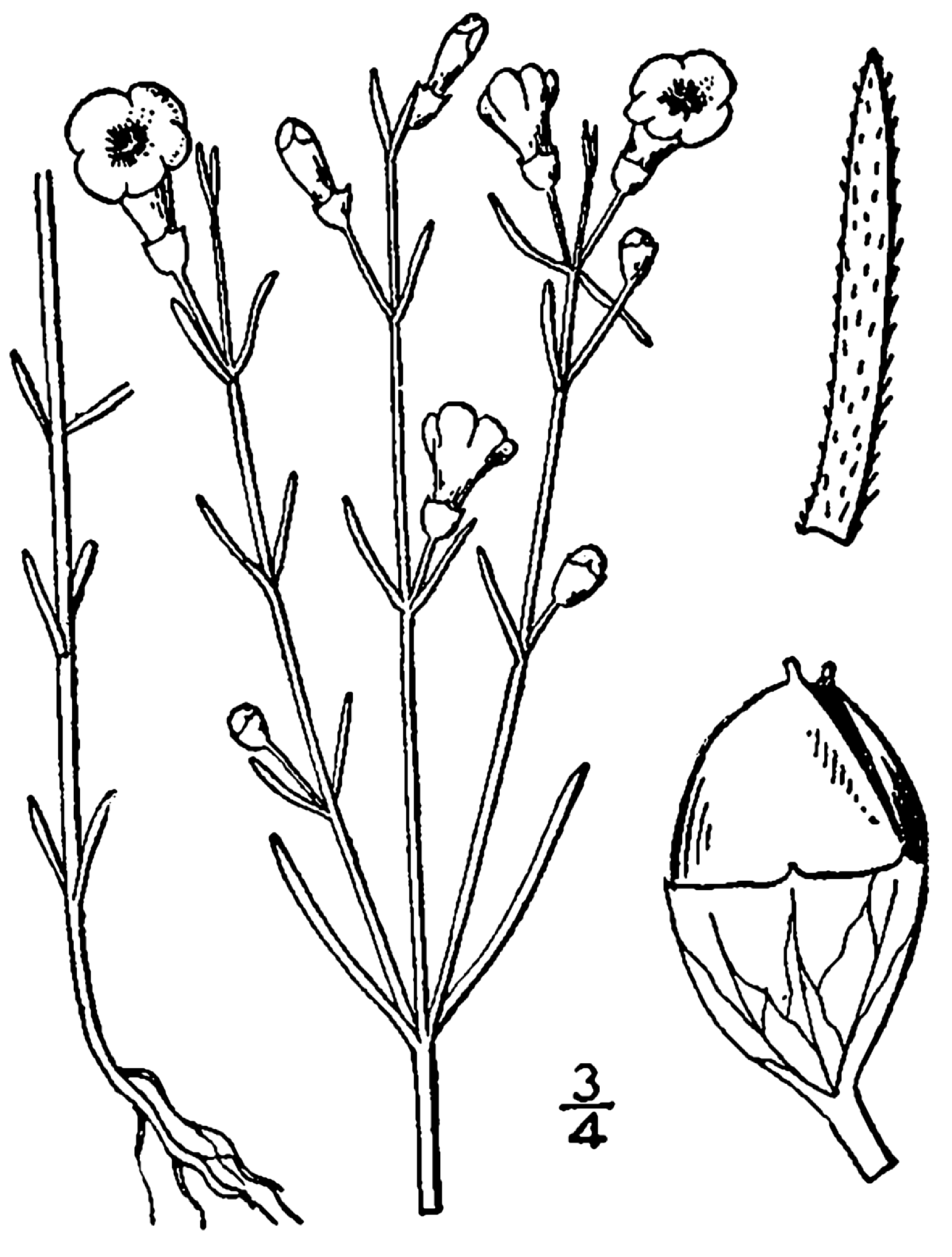